# Ústav pro výzkum společenského vědomí a vědeckého ateismu ČSAV
Ústav pro výzkum společenského vědomí a vědeckého ateismu ČSAV byl střediskem vědeckovýzkumné činnosti Československé akademie věd (ČSAV) v oblasti vědeckého ateismu a filozofických, sociologických a psychologických výzkumů společenského a individuálního vědomí. Sídlil v Brně na Mendlově náměstí v areálu starobrněnského kláštera.
Ústav vznikl 1. července 1983 sloučením Ústavu vědeckého ateismu ČSAV a Psychologické laboratoře ČSAV. V roce 1990 byl přejmenován na Ústav společenského vědomí ČSAV.
K 31. lednu 1991 byl zrušen a 1. ledna 1992 se stal – už pod novým názvem Ústav etiky a religionistiky a pod vedením Josefa Solnaře  – společným detašovaným pracovištěm Masarykovy univerzity v Brně a Filozofického ústavu ČSAV. I ten byl pak k 30. dubnu 1993 v rámci transformace ČSAV na Akademii věd České republiky (AVČR) zrušen.
Ředitelem ústavu byl doc. PhDr. Ivan Hodovský, DrSc. Ústav byl rozčleněn na následující oddělení:
1. oddělení vědeckého ateismu
2. oddělení pro sociologický výzkum světonázorového vědomí
3. oddělení pro psychologický výzkum vědomí (toto oddělení bylo 1. 4. 1990 převedeno na brněnskou pobočku Psychologického ústavu ČSAV)